# Mikszáthfalva
Mikszáthfalva (1899-ig Szklabonya, 1910-ig Kürtabony; szlovákul Sklabiná) község Szlovákiában, a Besztercebányai kerület Nagykürtösi járásában.

## Fekvése
Nagykürtöstől 6 km-re délre, a Kürtös-patak jobb partján fekszik.

## Nevének eredete
1899-ben Szklabonyáról Kürtabonyra változtatták nevét. 1910-ben Mikszáth Kálmán 40. írói jubileumán szülőfaluja nevét Mikszáthfalvára változtatták.

## Története
A falu a 12.–13. században keletkezett. 1330-ban Sklabanya néven említik először. Divény várának tartozéka volt. 1351-ben Sclabonya, 1384-től Sklabinia néven említik. 1554 és 1593 között török uralom alatt állt. A 17. század elején elpusztult és csak 1685 után népesült be újra. Az újratelepítés után a divényi és a kékkői váruradalom osztozott területén. 1828-ban 109 házában 780 lakos élt. Lakói főként mezőgazdasággal és szőlőtermesztéssel foglalkoztak.
Vályi András szerint "SZLABONYA. Magyar falu Nógrád Várm. földes Urai Gr. Balassa, és Gr. Zichy Uraságok, lakosai többfélék, fekszik Kékkőhöz 3/4 órányira, határja középszerű."
Fényes Elek szerint "Szklabonya, tót-magyar falu, Nógrád vármegyében, 770 kath., 3 evang. lak. Kath. paroch. templom. F. u. b. Balassa, gr. Zichy. Ut. p. Balassa-Gyarmat"
A trianoni békeszerződésig Nógrád vármegye Balassagyarmati járásához tartozott. A faluban téglagyár működött.

## Népessége
| Év:            | 1994. | 2004.   | 2014.   | 2024.   |
| -------------- | ----- | ------- | ------- | ------- |
| Emberek száma: | 789   | 867     | 870     | 912     |
| Eltérés:       |       | +9,88 % | +0,34 % | +4,82 % |

| Év:            | 2023. | 2024.   |
| -------------- | ----- | ------- |
| Emberek száma: | 908   | 912     |
| Eltérés:       |       | +0,44 % |

1880-ban 718 lakosából 615 szlovák és 71 magyar anyanyelvű.
1890-ben 711 lakosából 626 szlovák és 85 magyar anyanyelvű.
1900-ban 816 lakosából 709 szlovák és 107 magyar anyanyelvű.
1910-ben 823 lakosából 672 szlovák és 150 magyar anyanyelvű.
1921-ben 849 lakosából 774 csehszlovák és 41 magyar volt.
1930-ban 735 lakosából 658 csehszlovák és 41 magyar volt.
1991-ben 792 lakosából 766 szlovák és 5 magyar volt.
2001-ben 857 lakosából 806 szlovák és 6 magyar volt.
2011-ben 844 lakosából 789 szlovák és 9 magyar volt.
2021-ben 931 lakosából 861 szlovák, 13 cigány,  7 magyar (0,75%), 7 ukrán, 2 cseh, 1 rutén, 1 egyéb, 39 ismeretlen nemzetiségű.

## Nevezetességei
- Római katolikus temploma a 14. században épült. Később reneszánsz, majd a 18. században barokk stílusban építették át.
- Mikszáth Kálmán családjának háza (1852–1872), falán emléktábla, előtte az író mellszobra

## Híres emberek
- Itt született 1847-ben Mikszáth Kálmán író, a „nagy palóc” egy zsúptetős házban, amelyet 1968-ban lebontottak. Helyét egy emlékkő jelöli.[7]Az 1978-ban felavatott emlékház az a ház, amelyben az író a gyermekkorát töltötte, s ahova rimaszombati és selmecbányai tanulmányai közben rendszeresen hazalátogatott.[8][9]
- Itt született 1935. szeptember 28-án Zsélyi Nagy Lajos (1935–2005) költő, író, műfordító, publicista.[10]

## Képek

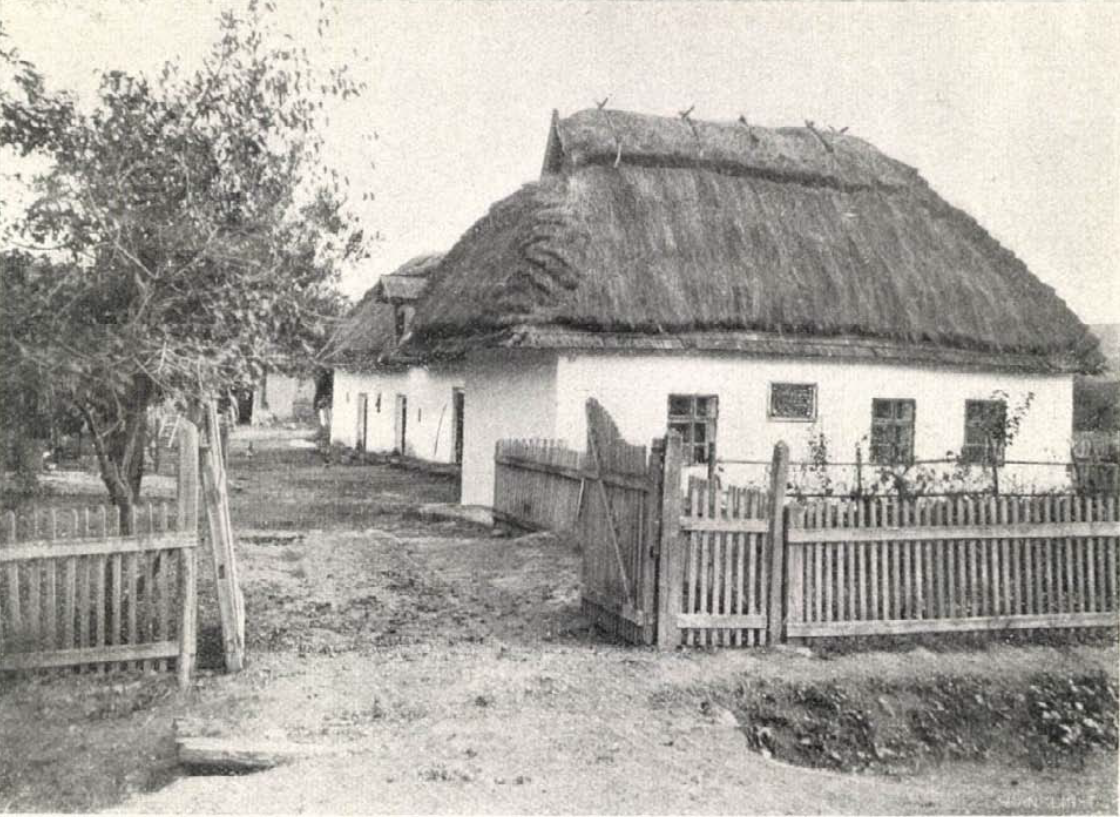
Mikszáth-kúria
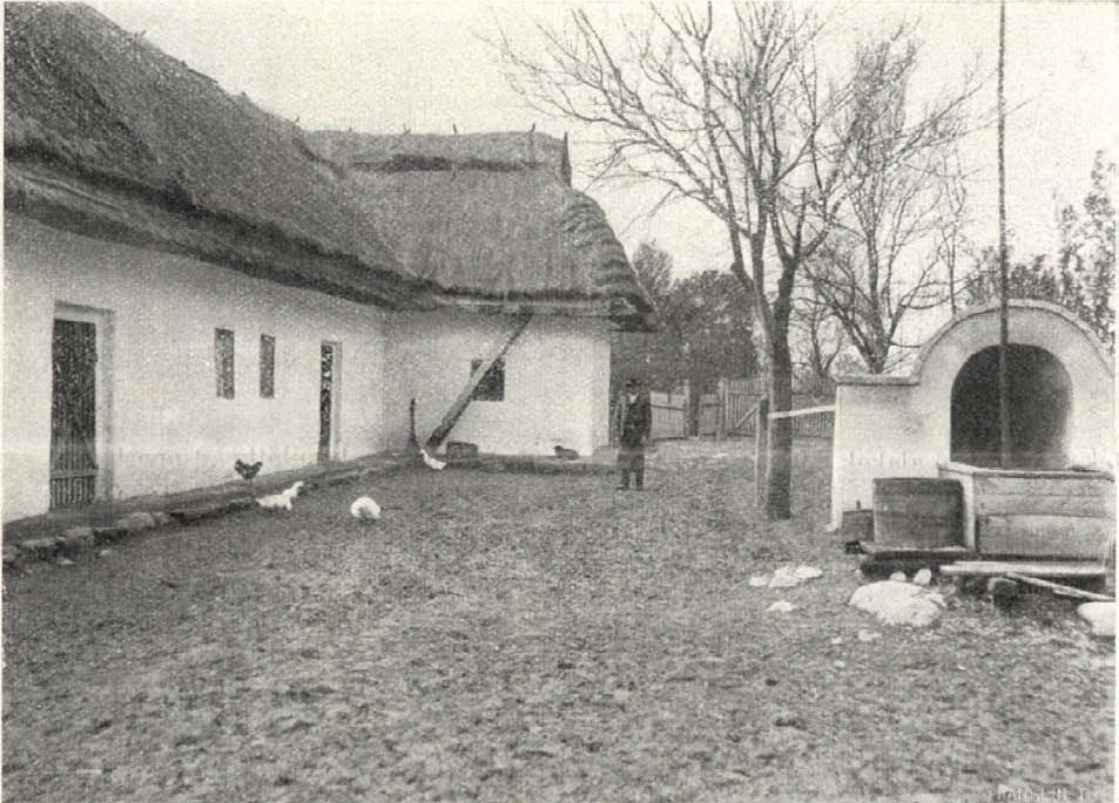
A Mikszáth-kúria udvara
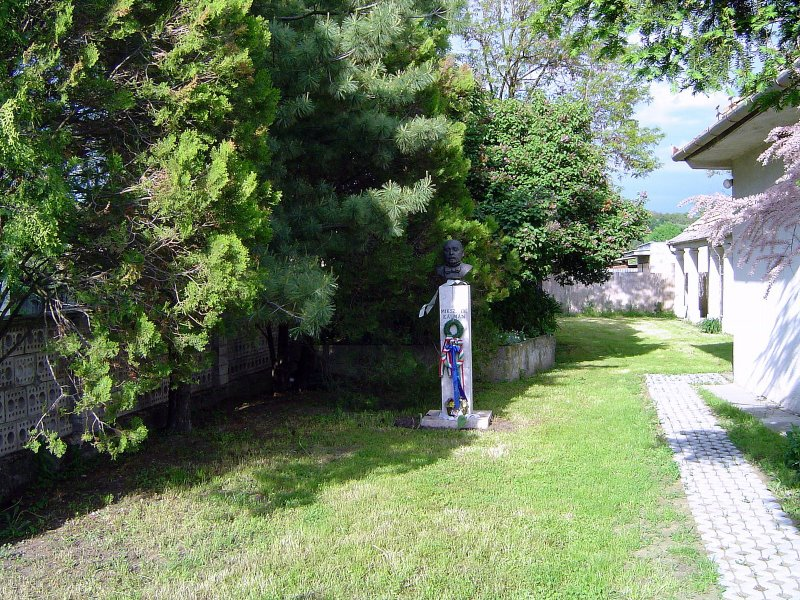
Mikszáth Kálmán portrészobra a szklabonyai emlékház udvarán (2017 előtt)
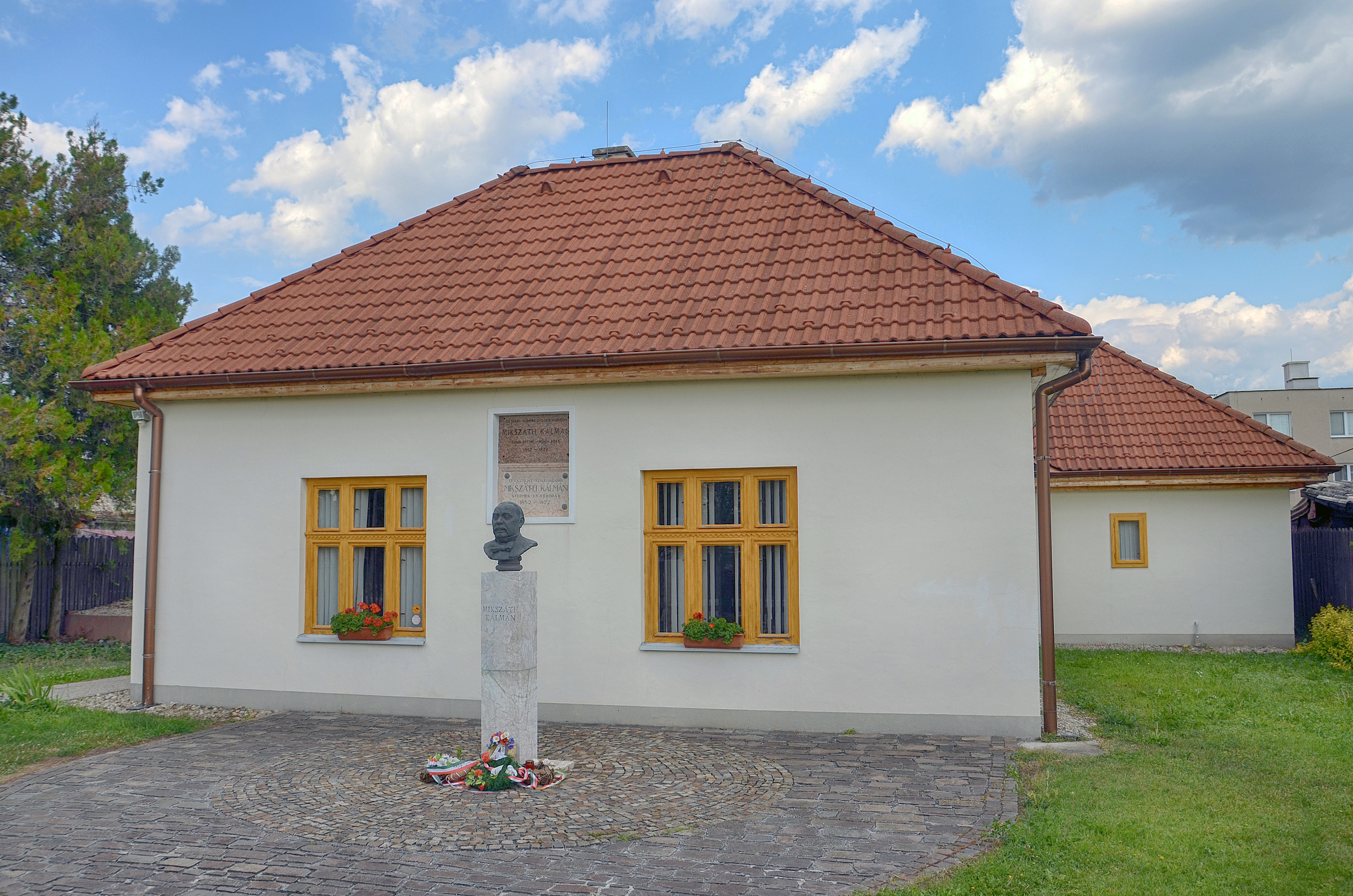
A Mikszáth emlékház az író mellszobrával és emléktáblájával
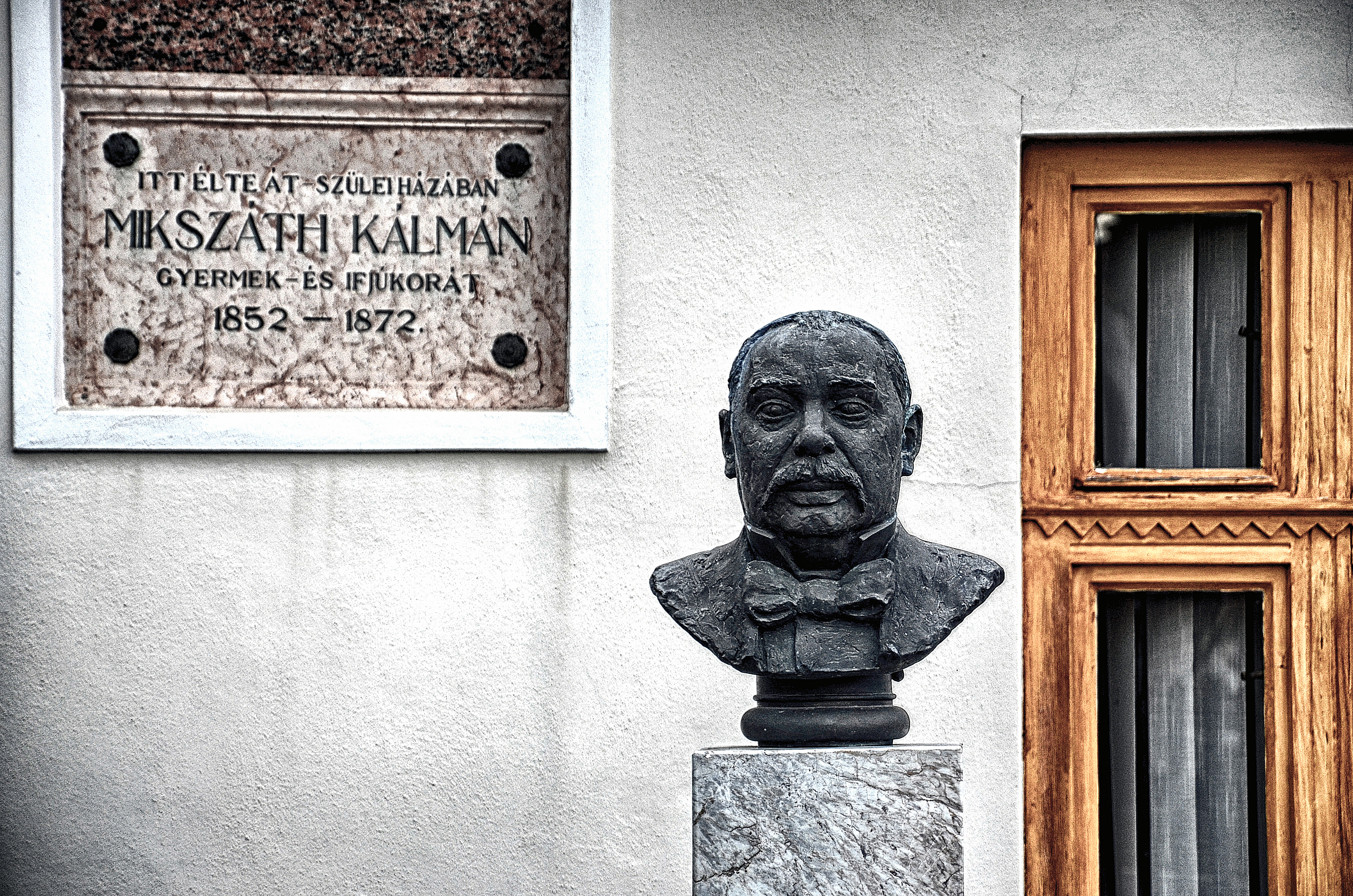
Mikszáth Kálmán portrészobra a szklabonyai emlékház előtt (2017)

## Külső hivatkozások
- Községinfó
- Mikszáthfalva Szlovákia térképén
- A Mikszáth-emlékmúzeum a szlovák múzeumok oldalán
- E-obce.sk Archiválva 2009. július 11-i dátummal a Wayback Machine-ben